# Ludwig Stumpfegger
L'Obersturmbannführer Ludwig Stumpfegger (11 juillet 1910 - c. 2 mai 1945) est un médecin SS et chirurgien personnel d'Adolf Hitler durant la dernière année de sa vie.

## Biographie
Stumpfegger est né à Munich en Bavière. Il travaille d'abord comme assistant du professeur Karl Gebhardt au sanatorium Hohenlychen, spécialisé en médecine du sport. En conséquence, il est membre de l'équipe médicale des Jeux olympiques d'été de 1936 à Berlin et des Jeux olympiques d'hiver de la même année à Garmisch-Partenkirchen.
En 1939 le Hohenlychen passe sous le contrôle du Schutzstaffel (SS) pour l'effort de guerre. Travaillant sous l'autorité des médecins Gebhardt, Fischer et Oberheuser, il participe à des expériences médicales sur des prisonnières du camp de concentration de Ravensbrück. Ces expériences incluent la transplantation d'os et de muscle.
En 1945, pendant la bataille de Berlin, il travaille pour Hitler au Führerbunker sous la direction du docteur Theodor Morell. Sur l'ordre du Führer, il administre une capsule de cyanure à Blondi, le berger allemand que Martin Bormann avait offert à Hitler des années auparavant. Hitler voulait vérifier l'efficacité du produit et combien de temps il faudrait aux généraux allemands pour se suicider en avalant leurs capsules en cas de capture. Selon certaines sources, cet essai visait également à vérifier si les capsules n'avaient pas été volontairement modifiées. En effet, leur fabrication était assurée par un laboratoire sous le contrôle d'Himmler, ainsi que leur transport jusqu'au Führer, et Hitler considérait ce dernier comme un traitre depuis les pourparlers engagés avec les Britanniques. Certains témoins affirment que Stumpfegger aurait aidé Magda Goebbels à tuer ses enfants avant qu'elle se suicide avec son mari, Joseph Goebbels.
Après le suicide de Hitler, des personnes réfugiées dans le Führerbunker, parmi lesquelles Stumpfegger, décidèrent de fuir l'avancée des troupes soviétiques. Le soir du 1er mai « Bormann et Mohnke tentèrent d'organiser en groupes le personnel à évacuer. Ces groupes prirent le départ vers vingt-trois heures, deux heures plus tard que prévu. […] Pendant un certain temps, Bormann, Stumpfegger, Schwägermann et Axmann restèrent groupés. Ils suivirent la ligne de chemin de fer jusqu'à la gare de Lerther Strasse. Puis ils se séparèrent. Bormann et Stumpfegger partirent vers le nord-est en direction de la gare de Stettin. Axmann partit dans le sens opposé, mais il se heurta à une patrouille soviétique. Il revint sur ses pas, reprenant l'itinéraire qu'avait emprunté Bormann. Peu après, il tomba sur deux cadavres. Il les identifia comme étant ceux de Bormann et de Stumpfegger, mais n'eut pas le temps de déterminer comment ils avaient été tués. » Dans le chaos de la chute de Berlin, les cadavres ne furent pas retrouvés, donnant naissance à des spéculations sur une fuite éventuelle.
Selon certains témoignages, Stumpfegger se serait suicidé avec Bormann, tous deux absorbant le contenu de leurs capsules de cyanure. C'est la version retenue dans le film La Chute.